# Broken Bow (Nebraska)
Broken Bow és una població dels Estats Units a l'estat de Nebraska. Segons el cens del 2000 tenia 3.491 habitants.

## Demografia
Segons el cens del 2000, Broken Bow tenia 3.491 habitants, 1.509 habitatges, i 917 famílies. La densitat de població era de 832 habitants per km².
Dels 1.509 habitatges en un 27% hi vivien nens de menys de 18 anys, en un 51,2% hi vivien parelles casades, en un 7,9% dones solteres, i en un 39,2% no eren unitats familiars. En el 36,2% dels habitatges hi vivien persones soles el 18,8% de les quals corresponia a persones de 65 anys o més que vivien soles. El nombre mitjà de persones vivint en cada habitatge era de 2,21 i el nombre mitjà de persones que vivien en cada família era de 2,88.
Per edats la població es repartia de la següent manera: un 23,9% tenia menys de 18 anys, un 6,2% entre 18 i 24, un 22,7% entre 25 i 44, un 22,3% de 45 a 60 i un 24,9% 65 anys o més.
L'edat mediana era de 43 anys. Per cada 100 dones de 18 o més anys hi havia 78,3 homes.
La renda mediana per habitatge era de 29.355 $ i la renda mediana per família de 37.750 $. Els homes tenien una renda mediana de 26.552 $ mentre que les dones 20.132 $. La renda per capita de la població era de 17.571 $. Aproximadament el 9,6% de les famílies i el 14,4% de la població estaven per davall del llindar de pobresa.

## Poblacions més properes
El següent diagrama mostra les poblacions més properes.